# Olifantsrivier (Weskus)

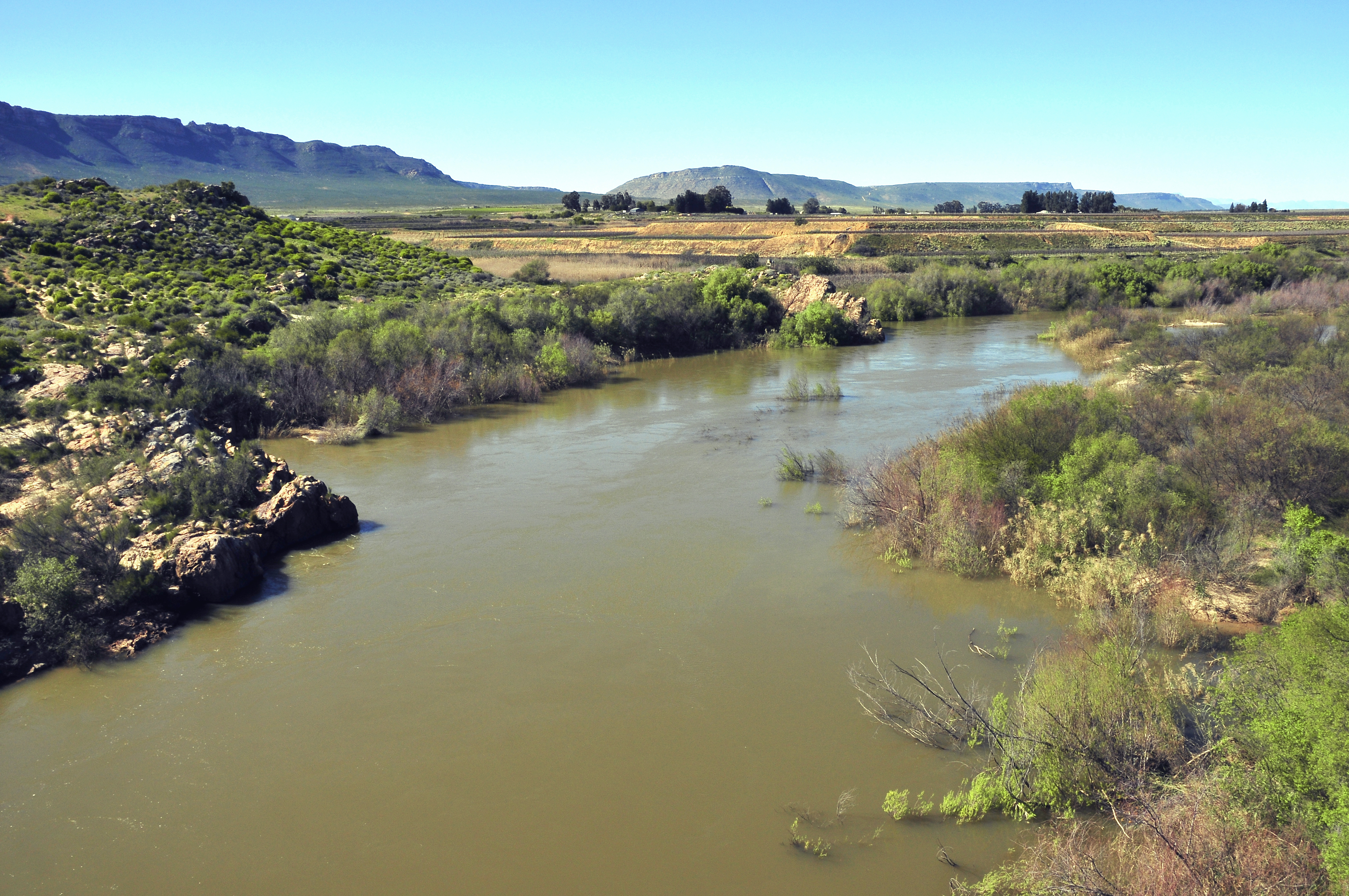
Olifantsrivier ten zuiden van Klawer

De Olifantsrivier in Weskus is een van de drie rivieren met deze naam, gelegen in het district Weskus, in Zuid-Afrika. Het stroomgebied ligt ten zuiden van Namakwaland en zuidwestelijk van het district Namakwa. Deze Olifantsrivier ontspringt in de provincie West-Kaap, noordoostelijk van Kaapstad, tussen Ceres en Citrusdal. Van daar loopt zij in noordwestelijke richting en mondt bij Papendorp uit in de Atlantische Oceaan. Ongeveer halverwege is in de Olifantsrivier de Clanwilliam Dam gebouwd.

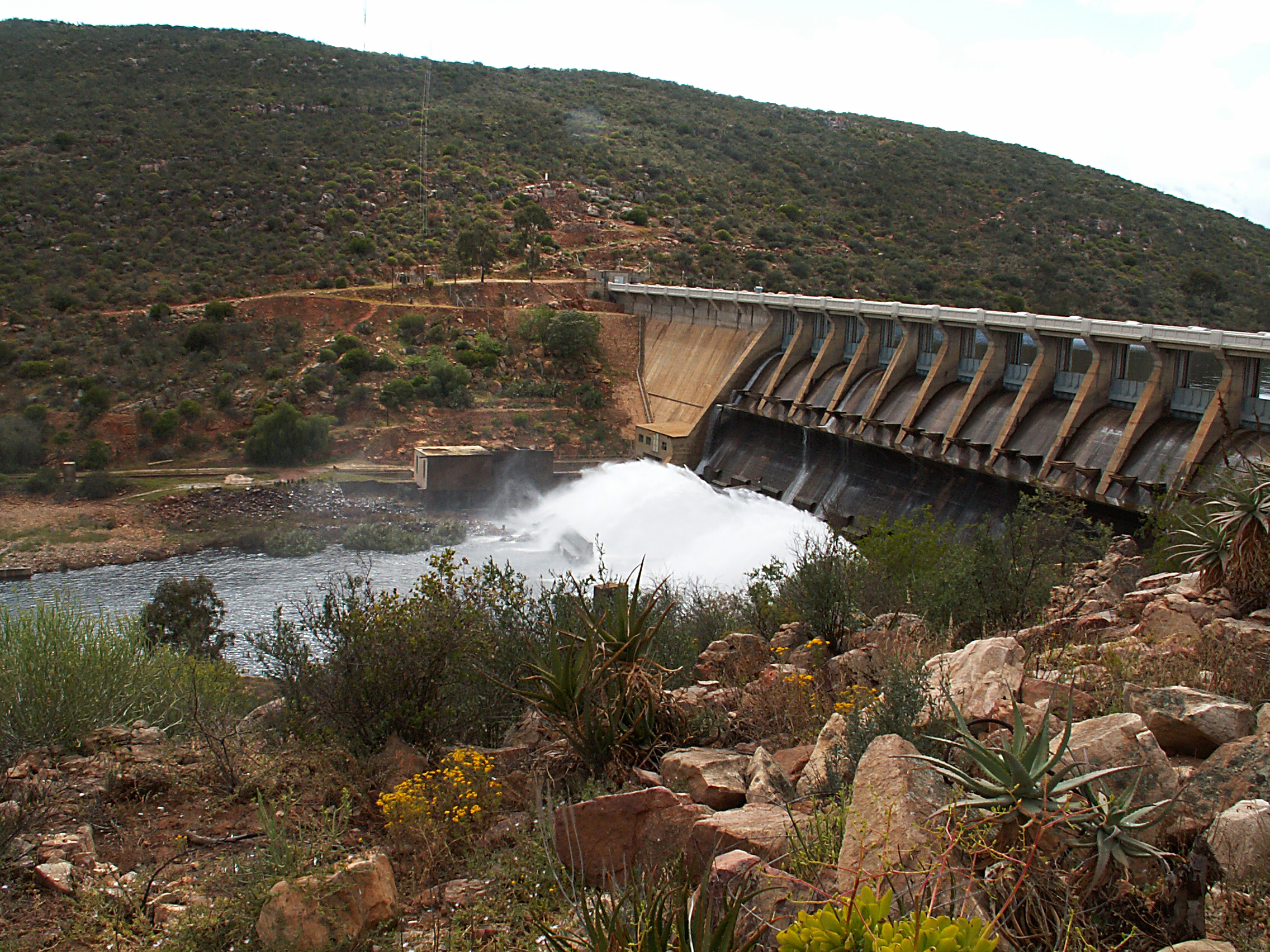
De Clanwilliam Dam in de Olifantsrivier

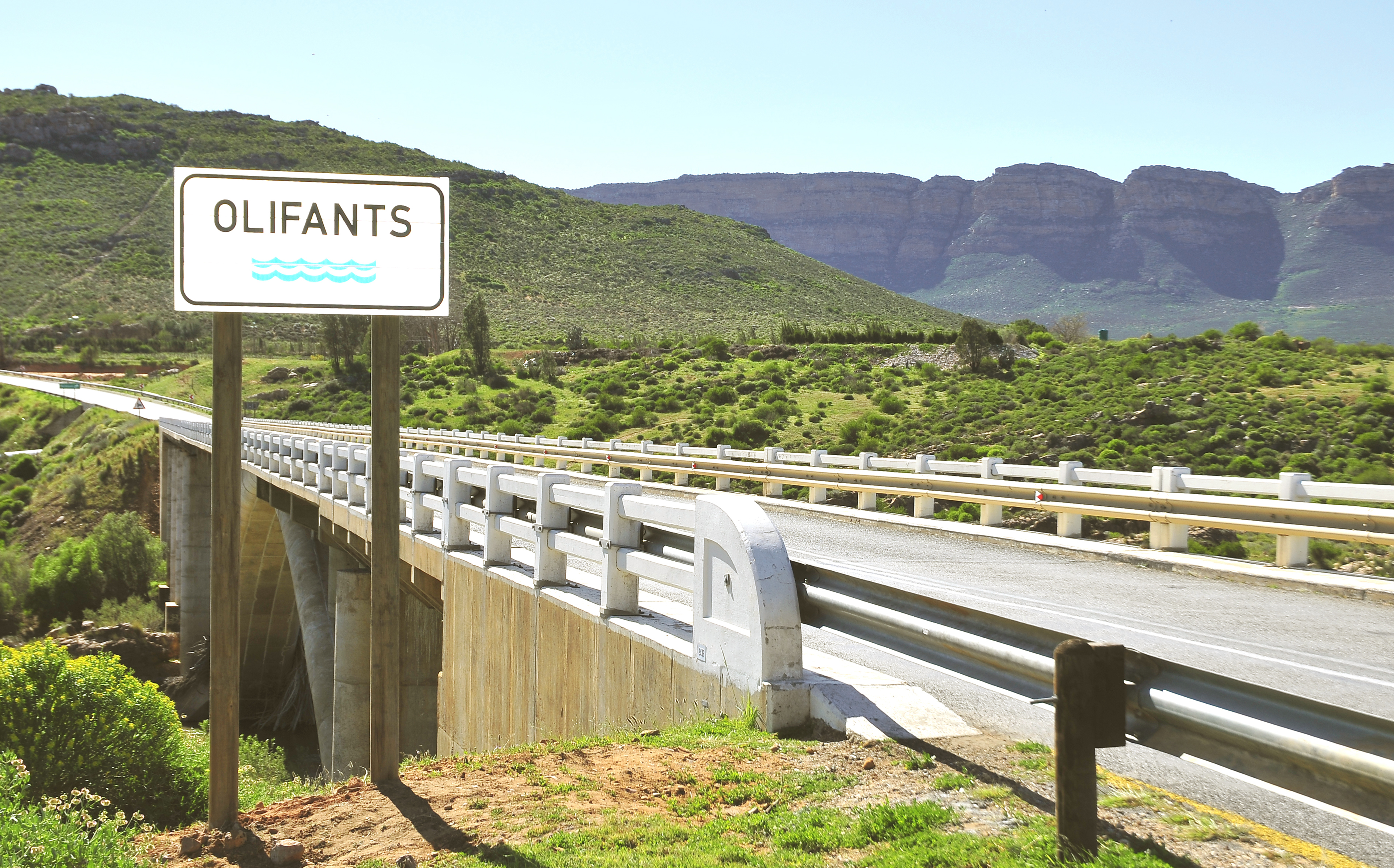
Brug over de Olifantsrivier

De andere twee Olifantsrivieren in Zuid-Afrika zijn de Olifantsrivier bij de Kleine Karoo, die in het zuiden van West-Kaap loopt en de Olifantsrivier bij Limpopo, in het noordoosten van Zuid-Afrika. Verder is er nabij Kaapstad, circa 75 km zuidelijk van de bron van de Olifantsrivier bij Namakwaland, tussen Worcester en Stellenbosch, nog een onbeduidend riviertje, dat eveneens Olifantsrivier wordt genoemd. Ook in buurland Namibië is er een Olifantsrivier.